# Episodi di Chicago Med (nona stagione)
La nona stagione della serie televisiva Chicago Med, composta da 13 episodi, viene trasmessa in prima visione negli Stati Uniti d'America da NBC dal 17 gennaio al 22 maggio 2024.
In Italia la stagione viene trasmessa da Sky Serie dal 2 aprile al 25 giugno 2024. In chiaro viene trasmessa da Italia 1 dal 1° agosto 2024 al 29 dello stesso mese.
| nº | Titolo originale                                  | Titolo italiano                                           | Prima TV USA     | Prima TV Italia |
| -- | ------------------------------------------------- | --------------------------------------------------------- | ---------------- | --------------- |
| 1  | Row Row Row Your Boat In a Rocky Sea              | Una giornata difficile                                    | 17 gennaio 2024  | 2 aprile 2024   |
| 2  | This Town Ain't Big Enough For Both of Us         | Non c'è posto per te                                      | 24 gennaio 2024  | 9 aprile 2024   |
| 3  | What Happens In The Dark Always Comes To Light    | La verità non si può nascondere                           | 31 gennaio 2024  | 16 aprile 2024  |
| 4  | These Are Not the Droids You Are Looking For      | Non è tutto come sembra                                   | 7 febbraio 2024  | 23 aprile 2024  |
| 5  | I Make a Promise, I Will Never Leave You          | Ti prometto di non lasciarti mai                          | 21 febbraio 2024 | 30 aprile 2024  |
| 6  | I Told Myself That I Was Done With You            | Credevo di aver chiuso con te                             | 28 febbraio 2024 | 7 maggio 2024   |
| 7  | Step On a Crack And Break Your Mother's Back      | Se su una crepa salterai, la sfortuna attirerai           | 20 marzo 2024    | 14 maggio 2024  |
| 8  | A Penny for Your Thoughts, Dollar for Your Dreams | Un penny per i tuoi pensieri, un dollaro per i tuoi sogni | 27 marzo 2024    | 21 maggio 2024  |
| 9  | Spin A Yarn, Get Stuck In Your Own String         | Le bugie hanno le gambe corte                             | 3 aprile 2024    | 28 maggio 2024  |
| 10 | You Might Just Find You Get What You Need         | Desideri realizzati                                       | 1º maggio 2024   | 4 giugno 2024   |
| 11 | I Think There's is Something Your Not Telling Me  | Credo che tu mi stia nascondendo qualcosa                 | 8 maggio 2024    | 11 giugno 2024  |
| 12 | Get By With a Little Help From My Friends         | Un aiuto dagli amici                                      | 15 maggio 2024   | 18 giugno 2024  |
| 13 | I Think I Know You, But Do I Really?              | Ti conosco veramente?                                     | 22 maggio 2024   | 25 giugno 2024  |